# 傑米·加文斯基
詹姆斯·沃納·加文斯基（英語：James Werner "Jamie" Zawinski，1968年11月3日—），又名jwz，是一位美國黑客，知名於貢獻自由軟體專案Mozilla、XEmacs，以及早期版本的Netscape Navigator網頁瀏覽器。他維護提供螢幕保護程式的XScreenSaver專案，可供Mac OS X和使用X Window系統的Unix或类Unix操作系统使用。

## 傳記
加文斯基的早期職業包括受聘於卡內基美隆大學斯科特·法爾曼的Lisp研究小組、Expert Technologies公司和加州大學柏克萊分校羅伯特威倫斯基和彼德·諾米格的研究小組。在1990年代早期，他被理查德·P·加布里埃爾的Lucid公司聘用，他在Lucid公司的Energize C++ IDE上工作。Lucid決定使用GNU Emacs作為IDE的文字編輯器，因為它具有免費授權、受歡迎程度和可擴充性。加文斯基和其他工程師對GNU Emacs進行了修改並增加了新功能，最終導致了分支XEmacs。
在馬克·安德森的協助下，加文斯基開發了Netscape Navigator早期版本，尤其是UNIX的1.0版本。他的Netscape瀏覽器復活節彩蛋在全球資訊網早期非常有名：在網址列中輸入"about:jwz"會讓使用者進入到他的網站（類似的方法可用於其他Netscape員工）。此外，加文斯基說他在員工會議上提出了“Mozilla”這個名字。
2000年，加文斯基出演了長達60分鐘的PBS紀錄片《代碼奔騰》。這段紀錄片是在1998年拍攝的，而加文斯基還在Netscape公司工作，他被描繪成公司的關鍵人物。此外，他強調他對夜景的熱愛導致他買下了夜總會。
加文斯基是開放Netscape瀏覽器原始碼的主要支持者，也是建立Mozilla專案的關鍵人物，但是當其他人決定重寫瀏覽器程式碼而不是逐步改進程式碼時，他對這個專案感到失望。當Netscape被AOL收購時，他撰寫了一篇文章解釋自由軟體Mozilla程式碼的性質。他於1999年4月1日從Netscape離職。他目前在舊金山經營他的夜總會DNA Lounge。

## 外部連結
- 個人網站 （页面存档备份，存于）